# Caproni Campini Ca.183bis
Caproni Campini Ca.183bis là một mẫu máy bay tiêm kích sử dụng động cơ phản lực và cánh quạt do hãng Caproni của Ý thiết kế chế tạo. Ca.183bis có động cơ cánh quạt DB 605 công suất 1.250 hp ở mũi để quay 2 cánh quạt đồng trục và động cơ Fiat A.30 công suất 700 hp ở sau buồng lái để chạy một máy nén Campini, máy nén này sẽ tạo một lực đẩy giúp máy bay đạt vận tốc cực đại lên tới 460 mph và tầm hoạt động đạt 1.242 dặm. Một khẩu pháo 20 mm được đặt ở mũi và 4 khẩu khác ở cánh. Trọng lượng máy bay đạt 16.538 lb.

## Quốc gia sử dụng
Italian Social Republic
Aeronautica Nazionale Repubblicana

## Tính năng kỹ chiến thuật

### Đặc điểm riêng
- Tổ lái: 1
- Sải cánh: 48 ft (15 m)
- Chiều cao:
- Diện tích cánh:
- Trọng lượng rỗng:
- Trọng lượng có tải:
- Trọng lượng cất cánh tối đa: 16.538 lb (7.502 kg)
- Động cơ:
  - 1 động cơ piston Daimler-Benz DB 605, công suất 1.250 hp (930 kW)
  - 1 động cơ Fiat A.30, công suất 700 hp (520 kW)

### Hiệu suất bay
- Vận tốc cực đại: 460 mph (740 km/h; 400 kn)
- Tầm bay: 1.242 dặm (1.079 nmi; 1.999 km)

### Vũ khí
- 4 pháo 20 mm trong cánh và 1 pháo 30 mm.

### Máy bay có cùng sự phát triển
- Caproni Campini N1

### Máy bay có tính năng tương đương
- Heinkel He 112
- Sukhoi Su-6
- Sukhoi Su-5
- Reggiane Re.2007
- Ryan FR Fireball